# Frans van Vlierberghe
Frans Van Vlierberghe (Belsele, 28 de marzo de 1954). Fue un ciclista belga, profesional entre 1975 y 1987, cuyo mayor éxito deportivo lo logró en la Vuelta a España, donde conseguiría 1 victoria de etapa en la edición de 1979.

## Palmarés
| 1978 - Flèche Hesbignonne 1979 - 1 etapa en la Vuelta a España |